# Giro de Italia 1939
La 27.ª edición del Giro de Italia se disputó entre el 28 de abril y el 18 de mayo de 1939, con un recorrido de 17 etapas, dos de ellas dobles, y 3011 km, que el vencedor completó a una velocidad media de 34,150 km/h. La carrera comenzó y terminó en Milán.
Tomaron la salida 89 participantes, de los cuales 54 terminaron la carrera. 
Giovanni Valetti ganó su segundo Gito de Italia consecutivo, esta vez imponiéndose a Gino Bartali, segundo clasificado final y vencedor de la clasificación de la montaña.

## Equipos participantes
| N.    | Cod. | Equipo  |
| ----- | ---- | ------- |
| 1-7   | LEG  | Legnano |
| 8-14  | FRE  | Frejus  |
| 15-21 | BEL  | Bélgica |
| 22-28 | LYG  | Lygie   |
| 29-35 | BIA  | Bianchi |
| 36-42 | OLY  | Olympia |
| 43-49 | GLO  | Gloria  |
| 50-56 | GAN  | Ganna   |

| N.    | Code | Equipo             |
| ----- | ---- | ------------------ |
| 61-65 | LIT  | Il Littoriale      |
| 66-70 | MAN  | La Voce di Mantova |
| 71-75 | MOD  | UC Modenese        |
| 76-80 | DOP  | Dopolavoro di Novi |
| 81-85 | AZZ  | US Azzini          |
| 86-90 | VIG  | SC Vigor           |
| 91-95 | GEN  | SS Genova 1913     |

## Etapas
| Etapa | Recorrido                 | Km         | Ganador           | Líder             |
| 1.ª   | Milán-Turín               | 180        | Vasco Bergamaschi | Vasco Bergamaschi |
| 2.ª   | Turín-Génova              | 226        | Gino Bartali      | Gino Bartali      |
| 3.ª   | Génova-Pisa               | 187        | Cino Cinelli      | Cino Cinelli      |
| 4.ª   | Pisa-Grosseto             | 154        | Carmine Saponetti | Cino Cinelli      |
| 5.ª   | Grosseto-Roma             | 222        | Olimpio Bizzi     | Cino Cinelli      |
| 6.ªa  | Roma-Rieti                | 85         | Carmine Saponetti | Cino Cinelli      |
| 6.ªb  | Rieti-Terminillo          | 14 (CRI)   | Giovanni Valetti  | Cino Cinelli      |
| 7.ª   | Rieti-Pescara             | 191        | Adolfo Leoni      | Cino Cinelli      |
| 8.ª   | Pescara-Senigallia        | 177        | Diego Marabelli   | Cino Cinelli      |
| 9.ªa  | Senigallia-Forli          | 116        | Glauco Servadei   | Secondo Magni     |
| 9.ªb  | Forli-Florencia           | 106        | Gino Bartali      | Giovanni Valetti  |
| 10.ª  | Florencia-Bolonia         | 120        | Olimpio Bizzi     | Giovanni Valetti  |
| 11.ª  | Bolonia-Venecia           | 231        | Pietro Chiappini  | Giovanni Valetti  |
| 12.ª  | Venecia-Trieste           | 173        | Giordano Cottur   | Giovanni Valetti  |
| 13.ª  | Trieste-Gorizia           | 39.8 (CRI) | Giovanni Valetti  | Giovanni Valetti  |
| 14.ª  | Gorizia-Cortina d'Ampezzo | 195        | Secondo Magni     | Giovanni Valetti  |
| 15.ª  | Cortina d'Ampezzo-Trento  | 256        | Gino Bartali      | Giovanni Valetti  |
| 16.ª  | Trento-Sondrio            | 166        | Giovanni Valetti  | Giovanni Valetti  |
| 17.ª  | Sondrio-Milán             | 168        | Gino Bartali      | Giovanni Valetti  |

## Clasificaciones

### Clasificación general - Maglia rosa
| Pos. | Ciclista          | Equipo        | Tiempo   |
| ---- | ----------------- | ------------- | -------- |
| 1    | Giovanni Valetti  | Fréjus        | 88:02:00 |
| 2    | Gino Bartali      | Legnano       | + 2:59s  |
| 3    | Mario Vicini      | Lygie         | + 5:07s  |
| 4    | Severino Canavesi | Gloria        | + 7:55s  |
| 5    | Settimio Simonini | Il Littoriale | + 16:40s |
| 6    | Salvatore Crippa  | Ganna         | + 17:52s |
| 7    | Giordano Cottur   | Lygie         | + 18:40s |
| 8    | Cesare Del Cancia | Ganna         | + 24:34s |
| 9    | Cino Cinelli      | Fréjus        | + 26:10s |
| 10   | Bernardo Rogora   | Gloria        | + 27:40s |

### Classifica scalatori
| Pos. | Ciclista         | Equipo  | Puntos |
| ---- | ---------------- | ------- | ------ |
| 1    | Gino Bartali     | Legnano | 22     |
| 2    | Giovanni Valetti | Fréjus  | 19     |
| 3    | Michele Benente  | Olympia | 14     |

### Clasificación por equipos
| Pos. | Equipo  | Tiempo     |
| ---- | ------- | ---------- |
| 1    | Fréjus  | 265h00'13" |
| 2    | Ganna   | a 27'53"   |
| 3    | Gloria  | a 29'52"   |
| 4    | Lygie   | a 57'35"   |
| 5    | Legnano | a 1h03'55" |

## Evolución de las clasificaciones
| Etapa                   | Ganador                 | Clasificación general · | Clasificación de la montaña     | Clasificación por equipos | Clasificación por grupos |
| ----------------------- | ----------------------- | ----------------------- | ------------------------------- | ------------------------- | ------------------------ |
| 1.ª                     | Vasco Bergamaschi       | Vasco Bergamaschi       | no asignada                     | ?                         | S.C. Vigor               |
| 2.ª                     | Gino Bartali            | Gino Bartali            | no asignada                     | Legnano                   | S.C. Vigor               |
| 3.ª                     | Cino Cinelli            | Cino Cinelli            | no asignada                     | ?                         | ?                        |
| 4.ª                     | Carmine Saponetti       | Cino Cinelli            | no asignada                     | Fréjus                    | La Voce di Mantova       |
| 5.ª                     | Olimpio Bizzi           | Cino Cinelli            | no asignada                     | Fréjus                    | La Voce di Mantova       |
| 6.ª-1                   | Carmine Saponetti       | Cino Cinelli            | no asignada                     | Fréjus                    | La Voce di Mantova       |
| 6.ª-2                   | Giovanni Valetti        | Cino Cinelli            | Giovanni Valetti                | Fréjus                    | La Voce di Mantova       |
| 7.ª                     | Adolfo Leoni            | Cino Cinelli            | Giovanni Valetti & Gino Bartali | Fréjus                    | S.C. Vigor               |
| 8.ª                     | Diego Marabelli         | Cino Cinelli            | Giovanni Valetti & Gino Bartali | Fréjus                    | S.C. Vigor               |
| 9.ª-1                   | Glauco Servadei         | Secondo Magni           | Giovanni Valetti & Gino Bartali | Fréjus                    | S.C. Vigor               |
| 9.ª-2                   | Gino Bartali            | Giovanni Valetti        | Enrico Mollo                    | Fréjus                    | S.C. Vigor               |
| 10.ª                    | Olimpio Bizzi           | Giovanni Valetti        | Enrico Mollo & Michele Benente  | Fréjus                    | S.C. Vigor               |
| 11.ª                    | Pietro Chiappini        | Giovanni Valetti        | Enrico Mollo & Michele Benente  | Fréjus                    | S.C. Vigor               |
| 12.ª                    | Giordano Cottur         | Giovanni Valetti        | Enrico Mollo & Michele Benente  | Fréjus                    | S.C. Vigor               |
| 13.ª                    | Giovanni Valetti        | Giovanni Valetti        | Enrico Mollo & Michele Benente  | Fréjus                    | S.C. Vigor               |
| 14.ª                    | Secondo Magni           | Giovanni Valetti        | Gino Bartali                    | Fréjus                    | S.C. Vigor               |
| 15.ª                    | Gino Bartali            | Gino Bartali            | Gino Bartali                    | Fréjus                    | S.C. Vigor               |
| 16.ª                    | Giovanni Valetti        | Giovanni Valetti        | Gino Bartali                    | Fréjus                    | S.C. Vigor               |
| 17.ª                    | Gino Bartali            | Giovanni Valetti        | Gino Bartali                    | Fréjus                    | S.C. Vigor               |
| Clasificaciones finales | Clasificaciones finales | Giovanni Valetti        | Gino Bartali                    | Fréjus                    | S.C. Vigor               |